# دانشکده سینما و تلویزیون آکادمی هنرهای نمایشی پراگ
دانشکده سینما و تلویزیون آکادمی هنرهای نمایشی پراگ (چکی: Filmová a televizní fakulta Akademie múzických umění v Praze) مشهور به FAMU، یک دانشکدهٔ سینما در شهر پراگ جمهوری چک است که در سال ۱۹۴۶ بنیان نهاده شد و یکی از سه دانشکدهٔ آکادمی هنرهای نمایشی پراگ است. این مرکز آموزشی پنجمین دانشکدهٔ قدیمی سینما در جهان محسوب می‌شود. بیشتر درون این دانشکده به زبان چکی ارائه می‌شود، اما برخی دوره‌ها نیز به زبان انگلیسی تدریس می‌شود.
این دانشکده بارها در گزارش هالیوود ریپورتر در زمرهٔ بهترین دانشکده‌های سینما در جهان بوده‌است.
این دانشکده همچنین با مدرسه هنر تیش (دانشگاه نیویورک)، دانشگاه سیراکیوس و دانشگاه ییل رابطه و تبادل علمی دارد.

## برخی استادان مشهور
- فرانک دانیل
- کارل کاخینیا
- واتسلاو کرشکا
- میلان کوندرا
- کارل پلیتسکا
- برتیسلاو پویار
- ییژی سکوئنس
- اوالد شورم
- اتاکار واورا
- واتسلاو ورلیچک

## برخی دانش‌آموختگان مشهور
- میلوش فورمن
- میلان کوندرا
- امیر کوستوریتسا
- فرانک بایر
- ویه‌را خیتیلووا
- آگنیشکا هولاند
- زوران جورجویچ
- راجکو گریچ
- یان هژبیک
- یورای یاکوبیسکو
- پتر یارخوفسکی
- وویچخ یاسنی
- گوران مارکوویچ
- یرژی منتسل
- یان نیمتس
- گوران پاسکالیویچ
- ایوان پاسر
- فیلیپ رموندا
- اوالد شورم
- یان اسویراک
- واتسلاو ورلیچک
- ژیوکو زالار
- پتر زلنکا
- ادگار دوتکا